# Nassim Hassaous
Nassim Hassaous (* 23. März 1994 in Las Palmas de Gran Canaria) ist ein spanischer Leichtathlet, der sich auf den Langstreckenlauf spezialisiert hat.

## Sportliche Laufbahn
Erste internationale Erfahrungen sammelte Nassim Hassaous bei den Crosslauf-Europameisterschaften 2015 in Hyères, bei denen er in 23:47 min den siebten Platz im U23-Rennen belegte und in der Teamwertung die Goldmedaille gewann. Im Jahr darauf belegte er bei den U23-Mittelmeer-Meisterschaften in Tunis in 14:48,89 min den fünften Platz im 5000-Meter-Lauf und 2018 gelangte er bei den Ibero-Amerikanischen Meisterschaften in Trujillo mit 8:15,36 min auf den sechsten Platz über 3000 Meter. Bei den Crosslauf-Europameisterschaften 2019 in Lissabon kam er im Einzelrennen nicht ins Ziel und bei den Crosslauf-Europameisterschaften 2021 in Dublin belegte er nach 30:42 min den siebten Platz im Einzelrennen und sicherte sich in der Teamwertung die Silbermedaille hinter dem französischen Team. Im Jahr darauf wurde er bei den Crosslauf-Europameisterschaften in Turin nach 30:44 min 25. im Einzelrennen und bei den Crosslauf-Weltmeisterschaften 2023 in Bathurst landete er nach 31:40 min auf dem 34. Platz. Im Dezember gelangte er dann bei den Crosslauf-Europameisterschaften in Brüssel nach 32:30 min auf den 60. Platz. Bei den Crosslauf-Weltmeisterschaften 2024 in Belgrad klassierte er sich nach 30:41 min auf dem 60. Platz und im Dezember wurde er bei den Crosslauf-Europameisterschaften in Antalya nach 22:44 min Siebter und sicherte sich in der Teamwertung die Goldmedaille. Im Jahr darauf wurde er bei der Premiere der Straßenlauf-Europameisterschaften 2025 in Löwen in 1:02:52 h 13. im Halbmarathon.

## Persönliche Bestzeiten
- 1500 Meter: 3:36,95 min, 24. August 2020 in Castelló de la Plana
- 3000 Meter: 7:43,22 min, 7. Juli 2024 in Paris
  - 3000 Meter (Halle): 7:52,84 min, 23. Januar 2021 in Valencia
- 5000 Meter: 13:26,89 min, 18. Mai 2023 in Nerja
- Halbmarathon: 1:01:48 h, 27. Oktober 2024 in Valencia